# Lucianne Walkowicz
Lucianne Walkowicz (naissance en 1979), est un homme non binaire américaine, qui travaille comme astronome au planétarium Adler. Son domaine de recherche le plus connu est la manière dont l'activité magnétique stellaire affecte l'habitabilité d'une planète,.

## Biographie
Walkowicz obtient un BS en physique et astronomie de l'Université Johns-Hopkins de Baltimore, puis un MS et un Ph.D. en astronomie de l'Université de Washington. Au cours de ses études, Walkowicz a l'occasion de tester des détecteurs d'une nouvelle caméra du télescope spatial Hubble, ce qui lui fait découvrir son goût pour l'astronomie.
Depuis 2008, Walkowicz dirige le projet Trasients and Variable Stars collaboration de l'Observatoire Vera-C.-Rubin (LSST),,. Le projet est reconnu internationalement pour sa promotion de la conservation du ciel étoilé (en). Walkowicz est reconnue Kavli Fellow par l'Académie nationale des sciences en 2011 et TED Senior Fellow en 2012,.
En 2017, Walkowicz est la cinquième personne à devenir titulaire de la chaire d'astrobiologie Baruch S. Blumberg NASA/Library of Congress Chair du John W. Kluge Center (en) de la Library of Congress. Son projet inaugural commence le 1er octobre 2017, et s'intitule Fear of a Green Planet: Inclusive Systems of Thought for Human Exploration of Mars,. Il vise à créer une infrastructure inclusive pour l'exploration humaine de Mars,.
En avril 2020, Walkowicz poursuit Mattel et une de ses filiales pour une question de droit de marque sur American Girl. Walkowicz affirme que le fabricant de jouets a utilisé son image pour la poupée astronaute Luciana Vega.

## Filmographie
- Walkowicz apparaît dans le documentaire Lo and Behold (2016) de Werner Herzog[13].
- Walkowicz apparaît également dans la série MARS de National Geographic[14].

## Prix et distinctions
L'astéroïde (205599) Walkowicz, découvert par le Sloan Digital Sky Survey en 2001, est nommé en son honneur,.